# Mats "Magic" Gunnarsson
Mats Robert Gunnarsson, känd som Mats ”Magic” Gunnarsson, född 28 oktober 1962 i Hässelby församling i Stockholm, död 28 maj 2014 i Hägerstens församling i Stockholm, var en svensk musiker (saxofonist). Han var medlem i banden The Diamond Dogs, Zzaj, Mr Soul & his Marshmallows och Thirteen Moons, men ackompanjerade även artister som Strindbergs, Idde Schultz, Miss Li, Staffan Hellstrand och Kikki Danielsson. Gunnarsson är gravsatt i minneslunden på Hässelby begravningsplats.